# Rousanne Sarkissian
Pour les articles homonymes, voir Sarkissian.
Rousanne Sarkissian, née à Bakou le 17 septembre 1894 et morte à Paris 17e le 19 mars 1958, plus connue sous le nom de Madame Rousanne, est une danseuse et pédagogue de la danse classique et néoclassique française d'origine arménienne.
Pédagogue de renom, elle forme au Studio Wacker à Paris de nombreux grands danseurs du XXe siècle.

## Biographie
Elle étudie à la faculté de droit à Moscou. Après avoir fui la révolution russe de 1917 avec sa sœur Tamara Sarkissian, épouse du musicologue russe d'origine française Théodore d'Erlanger, elle s'installe à Paris.
Passionnée par le danse classique, elle se forme à Paris auprès de professeurs de renom, tels qu'Alexandre Volinine, Ivan Clustine et Vera Trefilova.
De 1928 à 1958, elle enseigne au Studio Wacker à Paris, où sa classe se distingue par la précision et la rapidité des mouvements. Elle attache une grande importance à la qualité de l'accompagnement musical pendant son travail en classe avec les danseurs.
Au Studio Wacker, elle forme de nombreux grands danseurs et chorégraphes, tels que Roland Petit, Maurice Béjart, Leslie Caron, Yvette Chauviré, Violette Verdy, Jean Babilée, Pierre Lacotte, Janet Sassoon. Sa nièce Nora Kiss (Eléonore Eugénie Adamiantz) commence également à enseigner au Studio Wacker en 1938.
Très proche de ses élèves préférés, Madame Rousanne les loge et les soutient financièrement, notamment pendant l'Occupation.
Elle reçoit des sommes astronomiques de la part des amateurs auxquels elle accepte de donner des cours et enseigne gratuitement aux jeunes professionnels talentueux. Parmi ces derniers, elle affectionne tout particulièrement le jeune Maurice Béjart et lui donne le surnom russisé « Boris ».
En 1978, vingt ans après la mort de Madame Rousanne, Maurice Béjart crée le ballet autobiographique Gaîté parisienne (musique : Jacques Offenbach), où le personnage central de Madame Rousanne, « impitoyable, autoritaire, mais capable de tout pardonner à un talent », est interprété par Mathé Souverbie. Le ballet se termine par la mort de Madame Rousanne, bercée par la Barcarolle d'Offenbach.
Le personnage de Madame Rousanne apparaît également dans d'autres ballets créés par Maurice Béjart, dont Le concours, Souvenirs de Leningrad, Casse-noisettes et Ring um des Ring.
À sa mort, en 1958, son cercueil est porté par ses élèves, dont Pierre Lacotte, Boris Traïline, Jean Babilée et Maurice Béjart.